# Triplax rufipes
Triplax rufipes är en skalbaggsart som först beskrevs av Fabricius 1781.  Triplax rufipes ingår i släktet Triplax, och familjen trädsvampbaggar. Enligt den svenska rödlistan är arten nära hotad i Sverige. Arten förekommer i Götaland, Öland, Svealand och Nedre Norrland. Artens livsmiljö är skogslandskap, jordbrukslandskap.